# Josef Kilián
Josef Kilián (22. prosince 1918 Soběslav – 18. prosince 1999 Mladá Boleslav) byl český zasloužilý umělec, malíř, politik a autor krajin a zátiší.

## Život
Narodil se 22. prosince 1918 v jihočeském městě Soběslav. Vystudoval Mistrovskou školu bytové kultury v Praze a následně pražskou Vysokou školu uměleckoprůmyslovou, kde ho učili profesoři Antonín Strnadel a Jaroslav Benda.
Většinu svého profesního života strávil jako pedagog na Státní keramické škole v Teplicích. Inspirací mu byla jihočeská krajina, především Soběslavsko a okolí Nedvědic. Věnoval se krajinomalbě a kresbě.
Od roku 1968 působil jako náměstek primátora hlavního města Prahy. Ve funkci zůstal až do roku 1980. Rovněž se věnoval organizací mezinárodních uměleckých výstav.
Zemřel 18. prosince 1999 v Mladé Boleslavi. Bylo mu 80 let. Byl jmenován čestným soběslavským občanem.

## Ocenění
- 1968 Řád práce[6]
- 1977 zasloužilý umělec[6]